# Ниса Лужицка
Ниса Лужицка (на чешки: Lužická Nisa; на немски: Lausitzer Neiße; на полски: Nysa Łużycka) е река в Северна Чехия (Либерецки край), Югоизточна Германия (провинции Саксония и Бранденбург) и Югозападна Полша (войводства Долносилезко и Любушко), ляв приток на Одер (Одра). Дължината ѝ е 254 km (в Чехия – 55 km, по границата с Чехия и Германия – 1 km и по границата с Полша и Германия – 198 km). Площта на водосборния ѝ басейн е 4297 km².

## Географска характеристика
Река Ниса Лужицка води началото си на 647 m н.в. от южния склон на Изерските планини (част от планинската система на Судетите), в Либерецкия край на Чехия, на 3 km източно от град Яблонец над Нисоу. Първите 55 km тече в северозападна посока през чешка територия, след което на 3 km южно от германския град Цитау завива на север и запазва това направление до устието си, като служи за граница между Чехия и Германия (1 km) и Полша и Германия (198 km). До германския град Гьорлиц тече по западното подножие на Судетите в дълбока и тясна долина, след което излиза в югоизточната част на Северногерманската низина, където долината ѝ значително се разширява и изплитнява. Влива се отляво в река Одер (Одра) на 28 m н.в. при германския град Ратсдорф, провинция Бранденбург.
Водосборният басейн на Ниса Лужицка е малък, тесен и дълъг и обхваща площ от 4297 km², което представлява 3,61% от водосборния басейн на Одра, от които 361 km² са на територията на Чехия, а останалите 3936 km² – в Полша и Германия. Речната ѝ мрежа е едностранно развита с малко повече десни и почти отсъстващи леви притоци. На изток водосборният басейн на Ниса Лужицка граничи с водосборния басейн на река Бубър (ляв приток на Одра), а на юг и запад – с водосборния басейн на река Елба (Лаба, от басейна на Северно море). Основни притоци: Витка (52 km, 331 km²) и Любша (66 km, 914 km²) (десни).
Ниса Лужицка има смесено снежно-дъждовно подхранване с ясно изразено пролетно пълноводие в резултат от снеготопенето и обилните валежи през периода, когато нивото ѝ се покачва с 3 – 4 m. Средният годишен отток в долното ѝ течение е 30,8 m³/s.

## Стопанско значение, селища
Водите на реката основно се използват за водоснабдяване на големите промишлени (основно металургични) предприятия, разположени в долината ѝ. Плавателна е за плиткогазещи речни съдове до град Губин (20 km от устието). Долината ѝ е гъсто заселена, като най-големите селища са градовете: Чехия – Яблонец над Нисоу, Либерец; Германия – Цитау, Гьорлиц, Ротенбург, Форст, Губен; Полша – Згожелец, Губин.